# Dünnhyphiger Täubling
Der Dünnhyphige Täubling (Russula stenotricha) ist eine Pilzart aus der Familie der Täublingsverwandten (Russulaceae). Der sehr seltene, mehr oder weniger grünlich gefärbte Täubling wächst unter verschiedenen Laubbäumen. Er ähnelt dem nahe verwandten Grasgrünen Birken-Täubling sehr, ist aber meist kleiner. Eine sichere Identifizierung ist nur mit dem Mikroskop möglich.

## Merkmale

### Makroskopische Merkmale
Der fleischige, oft ziemlich zerbrechliche Hut ist 3–5 (7) cm breit, erst gewölbt, dann ausgebreitet und in der Mitte deutlich niedergedrückt. Der Rand ist stumpf, glatt oder sehr kurz gefurcht. Der Hut ist blassgrün oder graugrün gefärbt, sodass der Pilz dem Grasgrünen Birken-Täubling  (R. aeruginea) ziemlich ähnelt, aber in der Hutmitte sind mehr rötliche Farben eingemischt. Manchmal ist der Täubling recht blass, aber niemals rein gräulich. Die Huthaut ist glatt, mitunter auch runzelig oder fein punktiert und lässt sich etwa bis zur Mitte des Hutes abziehen.
Die Lamellen stehen anfangs gedrängt, dann ziemlich entfernt und sind oft gegabelt. Am Stiel sind sie verschmälert angewachsen oder laufen leicht daran herab. Sie sind stumpf, 4–5,5 mm breit und erst elfenbeinfarben, dann cremeocker gefärbt und ohne orangefarbenen Schimmer. Das Sporenpulver ist cremefarben.
Der unregelmäßig keulige Stiel misst 5–6 × 1–1,2 cm. Er ist anfangs voll, dann schwammig bis markig und schließlich hohl. Er ist mehr oder weniger weiß gefärbt und neigt kaum zum Gilben, aber an der Basis verfärbt er sich oft bräunlich. Das weiße Fleisch ist ziemlich dickfleischig und erst fest, dann brüchig. Mitunter verfärbt es sich leicht gelblich. Der Geruch ist flüchtig und oft kaum wahrnehmbar, der Geschmack ist im Fleisch mild, kann aber in den Lamellen leicht schärflich sein. Mit Eisensulfat verfärbt sich das Fleisch rosa-orange.

### Mikroskopische Merkmale
Die kleinen, kurz elliptischen bis ziemlich kugeligen Sporen sind 6–7 (8) µm lang und 5–6,5 µm breit. Das Ornament ist spärlich, aber deutlich gratig und teilweise netzartig verbunden. Die Basidien messen 35–52 × 5–6,5 µm, die Zystiden sind 60–72 (100) µm lang und 5–6,5 µm breit.
Die Huthaut (Epicutis) besteht aus schlanken, 3,5–4 (4,7) µm breiten Haaren und zahlreichen, kurzen, oft keuligen, stumpfen Pileozystiden, die 20–50 µm lang und 8–10 (12) µm breit sind. Die Hyphen sind gegliedert und enden mit einer verlängerten, konisch oder verschmälert zulaufenden Endzelle. Die unteren Hyphenglieder sind nicht verbreitert.

## Artabgrenzung
Der Grasgrüne Birken-Täubling (Russula aeruginea) und der Olivgrüne Täubling (Russula pseudoaeruginea) sind beide recht ähnlich und makroskopisch kaum zu unterscheiden, können aber mikroskopisch durch ihre Huthautanatomie unterschieden werden. Die Hyphenzellen der Huthaut sind beim Olivgrünen Täubling kürzer und nicht haarförmig gestreckt und bestehen bis auf die verlängerte, konische Endzelle aus isodiametrischen bis fast kugeligen, kettenartig angeordneten Zellen. Der Grasgrüne Birken-Täubling hingegen ist meist deutlich größer und seine Lamellen haben einen mehr oder weniger orangefarbenen Schimmer. Mikroskopisch unterscheidet er sich vor allem durch die deutlich längeren (bis zu 100 µm) Pileozystiden, außerdem sind die Terminalzellen der Huthauthphyen bei ihm niemals verschmälert.

## Ökologie und Verbreitung

Europäische Länder mit Fundnachweisen des Dünnhyphigen Täublings.
Legende:
Länder mit Fundmeldungen
Länder ohne Nachweise
keine Daten
außereuropäische Länder

Der Mykorrhizapilz wächst auf kalkreichen, lehmigen Böden unter verschiedenen Laubbäumen. Besonders häufig findet man ihn unter Hainbuchen, Linden und Birken. Der sehr seltene Täubling wurde in Spanien, Italien, Frankreich, den Niederlanden, Belgien, Deutschland, Ungarn, Dänemark und  Schweden nachgewiesen. Möglicherweise ist er aber weiter verbreitet, wird aber nicht vom sehr ähnlichen Grasgrünen Birkentäubling unterschieden.

## Systematik
Die Art wurde 1967 durch Henri Romagnesi in seiner großen Täublingsmonographie „Les Russules d'Europe et d'Afrique du Nord“ gültig beschrieben. Romagnesi hatte die Art zwar schon 1962, also fünf Jahre früher beschrieben, allerdings ohne ein Typus-Exemplar anzugeben oder zu hinterlegen, sodass die Art nach den Regeln des Internationalen Code der Botanischen Nomenklatur nicht gültig beschrieben war.

### Infragenetische Systematik
Der Dünnhyphige Täubling wird von M. Bon in die Untersektion Griseinae gestellt, einer Untersektion der Sektion Heterophyllea. Die Untersektion enthält mittel- bis große Arten mit grau, grün, violett oder olivfarbenem Hut. Die eigentlich mild schmeckenden Pilze haben oft leicht schärflich schmeckende Lamellen, ihr Sporenpulver ist creme- bis ockerfarben.

## Bedeutung
Wie alle Täublinge aus der Sektion Heterophyllea ist er essbar.